# Richard Jensen
Richard Vilhelm Immanuel Jensen, född 28 mars 1883 i Köpenhamn, död 20 oktober 1935, var en dansk dansare och skådespelare.
Jensen studerade 1901 vid Det Kongelige Teaters balettskola och blev utnämnd till solodansare 1908. I juni 1910 gästspelade han på Fahlstrøms teater i Norge med balettensemblen De fire. År 1917 var han balettmästare i Kongerevyn. Han verkade också som filmskådespelare och debuterade 1910 i Himlens straf. Han medverkade i sammanlagt 27 stumfilmer åren 1910–1914.
Han var från 1926 gift med Lis (Elis) Repstorff Otto. Richard Jensen ligger begravd på Assistens kyrkogård i Nørrebro, Köpenhamn.

## Filmografi (urval)
- 1911 – Dæmonen